# Christa von Viebahn
Christa von Viebahn (* 25. November 1873 in Wiesbaden; † 2. Januar 1955 in Aidlingen) war eine deutsche, evangelische Diakonisse, Seelsorgerin, Gründerin der Aidlinger Schwesternschaft, Autorin und Übersetzerin.

## Leben und Wirken

### Kindheit
Constanze Auguste Henriette Christine von Viebahn (Rufname: Christa) wurde als älteste Tochter von Christine und Georg von Viebahn in das 1728 geadelte westfälisch-preußische Adelsgeschlecht geboren. Ihre Urgroßmutter war Conradine Spener, eine Urenkelin von Philipp Jakob Spener, dem Vater des Pietismus. Ihre Eltern waren entschiedene Christen. Von ihrem Vater erhielt sie zu ihrem achten Geburtstag eine eigene Bibel überreicht, die ihr die Patentante einst zur Taufe geschenkt hatte. Nach dem frühen Tod der Mutter, die nach der Geburt des sechsten Kindes starb, umsorgte sie als Elfjährige einige Jahre lang ihre jüngeren Geschwister. Die militärische Laufbahn des Vaters führte die Familie 1878 nach Hannover, 1883 nach Neuwied am Rhein, 1888 nach Frankfurt am Main, 1889 nach Trier und schließlich 1893 nach Stettin, wo er als General mit seiner zweiten Frau ein herrschaftliches Haus führte.

### Ausbildung
Ab Frühjahr 1878 erhielt sie von einer Hauslehrerin Unterricht. Am Konservatorium Frankfurt konnte sie zwei Semester Klavierstunden und musiktheoretischen Unterricht nehmen sowie Zeichenstunden und einen Schneiderkurs an der Frankfurter Akademie. Als Abschluss der Ausbildungsjahre war sie 1889 für ein Jahr an einer Privatschule mit Internat in Tübingen, zusammen mit Adele Hesse, der Schwester des Dichters Hermann Hesse und lernte hier erstmals Klassenkameradschaft kennen. Hier lernte sie auch Elisabeth Kübel kennen, mit der sie 1892 einen halbjährigen Aufenthalt in England verbrachte, wo sie sich in englische geistliche Literatur vertiefte und starke neue missionarische Impulse zur Stadtmissions-Arbeit empfing. Mit den Gastgebern besuchten sie die Versammlungen der Darbysten, eine Evangelisation mit Dwight Lyman Moody und in London die Predigtveranstaltungen von Charles Haddon Spurgeon. Zurück in Trier kam der Umzug nach Stettin, wo sich die Jahre bald mit evangelistischen und seelsorgerlichen Aufgaben sowie Hauskreisabenden und Familienhilfe füllten. Nebenbei schrieb sie Texte für einen Abreißkalender und für die Zeitschrift „Gute Botschaft des Friedens“, die der Verleger Emil Dönges in Darmstadt herausgab.

### Arbeit in Stuttgart
1907 zog sie mit ihrer Tübinger Freundin Elisabeth Kübel in eine Wohnung nach Stuttgart, um sich vom Elternhaus zu lösen und selbständiger zu werden. Auch hier übersetzte sie für Emil Dönges Bücher aus dem Französischen und Englischen und arbeitete an dem christlichen Jahrbuch „Botschafter des Heils in Christo“ mit. Im Jahr 1913 mieteten die beiden Frauen den Saal der Dinkelacker-Brauerei, um zu christlichen Veranstaltungen einzuladen.
Sie löste sich aus der Darbystischen Gemeinschaft und trat 1914 der Württembergischen Landeskirche bei, die durch die pietistische Gemeinschaftsbewegung, den Neupietismus, stark beeinflusst war und baute die Blättermission aus, wozu sie das Verteilblatt „Der Weg zum Glück“ von Ernst Modersohn in größeren Mengen bezog. Als 1914 der 1. Weltkrieg ausbrach, kümmerte sie sich um viele Frauen, Kinder, Alte und Kranke, die unversorgt zurückblieben. 1915 folgte die Gründung des „Christlichen Vereins für Frauen und Mädchen“. In der Augustenstraße in Stuttgart eröffnete sie in einer Werkstatt einen Versammlungsraum für Frauen, in dem es auch eine „Schreibwerkstatt“ gab, in der tägliche Erklärungen fürs Bibellesen geschrieben wurden, einer Arbeit, die sie 1916 nach dem Tode ihres Vaters von ihm übernahm, der inzwischen als Evangelist tätig war. Jahrzehntelang wurden diese „Bibellesezettel“, später unter dem Titel „Zeit mit Gott“ als Quartalsheft publiziert.

### Gründung der Aidlinger Schwesternschaft
1919 gründete sie in ihrer Stuttgarter Wohnung einen „Helferinnenkreis“, eine Gruppe Mädchen und junger Frauen, die ehrenamtlich an verschiedenen Orten um Aidlingen christliche Kinderstunden, Mädchenkreise und Bibelstunden veranstalteten. Später bildete sich daraus eine kleine Gemeinde. Einige aus diesem Kreis hatten den Wunsch, Schwester zu werden. So wurden 1924 die ersten drei Diakonissen von Christa von Viebahn in ihrer Privatwohnung in Stuttgart eingesegnet und lebten mit ihr dort in einer Wohngemeinschaft. Dazu entwarf sie eine eigene Tracht für die „Viebahn-Schwestern“. 1925 ließ sie mit finanzieller Unterstützung von Spendern in Aidlingen für die dort angewachsene Arbeit eine „Evangeliumshalle“ mit Schwesternwohnung bauen. Noch während der Bauzeit wurden die Pläne für eine Bibelschule und Ausbildungsstätte für junge Frauen erweitert und das Haus 1927 als Diakonissenmutterhaus eingeweiht. Noch im selben Jahr legte auch Christa von Viebahn die Schwesterntracht an. Die Schwesternschaft leitete sie als Oberin bis zu ihrem Tod.
Im Jahr 1920 erschien ihr erstes Buch „Jesus im dritten Buch Mose“. Dora Rappard schrieb im Vorwort, dass viele Leser des Bibellesezettels den Wunsch geäußert hatten, die fortlaufenden Tagesbetrachtungen über das dritte Buch Mose aus den Jahren von 1915 bis 1918 in einem Band zu besitzen. Ab 1937 erschien ein Heft mit Auslegungen für Kinder und Jugendliche: der Vorläufer des Jugendbibellesezettels.
Trotz „Mutter Christa“ 1938 völlig erblindete, blieb sie weiter aktiv. Weitere Angebote kamen hinzu, so nach Kriegsende der Verlag mit Druckerei in Döffingen, der bald den Bibellesezettel wieder herausbrachte, 1945 eine Haushaltungsschule, 1949 die Krankenpflegeausbildung und praktische Mitarbeit in der Pflege sowie die pädagogische Arbeit in Kindertagesstätten und im Religionsunterricht. Das im Krieg abgebrannte Versammlungshaus in Stuttgart konnte 1948 wieder aufgebaut werden. Das ganze Jahr über wurden Freizeiten angeboten. Schwestern wurden auf andere Kontinente in den Missionsdienst entsandt. Ab 1949 fanden die alljährlichen Pfingstjugendtreffen statt. Ab 1953 verschlechterte sich ihre Gesundheit, bis sie am 2. Januar 1955 im Kreise ihrer Schwestern starb.

## Veröffentlichungen
- Jesus im dritten Buch Moses, Deutsche Evangelische Buch- und Traktatgesellschaft, Berlin 1920.
- Ich war am Tage des Herrn im Geiste! Auslegung der Offenbarung, Verlag Schwert u. Schild, Diesdorf bei Gäbersdorf 1930.
- Vom Leben im Geist, Verlag Schwert u. Schild, Diesdorf bei Gäbersdorf 1935.
- Die Schöpfung und die Wiederherstellung der Erde, Verlag Schwert u. Schild, Diesdorf bei Gäbersdorf 1935.
- Wie Jesus begnadigt, Christlicher Buchvertrieb und Verlag, Fellbach 1946.
- Kraft für mein Herz: Kurzansprachen für jeden Tag im Monat, Verlag des Diakonissenmutterhauses, Aidlingen 1946.
- Heil für meine Seele: Kurzansprachen für jeden Tag im Monat, Oncken Stuttgart; Verlag des Diakonissenmutterhauses, Aidlingen 1946.
- Wenn ich Glauben habe, Verlag des Diakonissenmutterhauses, Aidlingen 1947.
- Die göttliche Weisheit und der Mensch des Geistes: 1. Kor. 2, 6-16, Oncken Stuttgart; Verlag des Diakonissenmutterhauses, Aidlingen 1947.
- Neue Lieder (Neuauflage), Oncken Stuttgart 1948.
- Der Schlüssel zum siegreichen Leben: Die neue Stellung und die neue Natur, Verlag des Diakonissenmutterhauses, Aidlingen 1950.
- Erquickung für meinen Geist, Verlag des Diakonissenmutterhauses, Aidlingen 1951.
- Der neue Mensch, Verlag des Diakonissenmutterhauses, Aidlingen 1951.
- Geliebt, um zu lieben, St.-Johannis-Dr. Schweickhardt, Lahr-Dinglingen 1991, ISBN 978-3-501-00450-0.
- Der Heilswille Gottes in unserem Leben, Verlag Linea, Bad Wildbad 2007, ISBN 978-3-939075-19-6.
- Bibellesezettel, Schriftenmission und Verlag des Diakonissenmutterhauses, Grafenau-Döffingen 1916–2004, DNB 010739432